# Combinatio nova
Combinatio nova, afgekort comb. nov., is Latijn voor "nieuwe combinatie". De uitdrukking wordt gebruikt in de wetenschappelijke nomenclatuur voor levende wezens, bij de introductie van een nieuwe naam, gebaseerd op een al bestaande naam. Het laatste (tweede of derde) deel van de naam wordt overgenomen van die bestaande naam.
Veelal bevat een nieuwe combinatie een andere geslachtsnaam, die geheel nieuw kan zijn of alleen nieuw voor het taxon als dit bij een reeds bestaand geslacht wordt ondergebracht. Dit hoeft echter niet, een taxon kan ook binnen een geslacht verplaatst worden.
Toen Dressler in 2005 de orchidee Bollea coelestis Rchb.f. (1876) in het geslacht Pescatorea onderbracht, refereerde hij naar de plant als "Pescatorea coelestis (Rchb.f.) Dressler comb. nov." om aan te geven dat het om een nieuwe binaire naam ging. In latere werken wordt naar deze plant verwezen als Pescatorea coelestis (Rchb.f.) Dressler (2005).